# Sa Kaeo (província)
Sa Kaeo é uma província da Tailândia. Sua capital é a cidade de Sa Kaeo.